# Paul Sinibaldi
Paul Sinibaldi (Montegrosso, 1921. december 3. – Marseille, 2018. április 2.) válogatott francia labdarúgó, kapus.

## Pályafutása

### Klubcsapatban
1945–46-ban a Toulouse FC, 1946–47-ben a Nîmes Olympique, 1947–48-ban az Olympique Alès kapusa volt. 1948 és 1956 között a Stade de Reims csapatában védett és három bajnoki címet és egy francia kupa-győzelmet szerzett az együttessel. 1956–57-ben a Stade français csapatában fejezte be az aktív labdarúgást.

### A válogatottban
1950-ben egy alkalommal szerepelt a francia válogatottban.

## Sikerei, díjai
Stade de Reims
- Francia bajnokság (Ligue 1)
  - bajnok (3): 1948–49, 1952–53, 1954–55
- Francia kupa (Coupe de France)
  - győztes: 1950